# John Abizaid
John Philip Abizaid (arabisk: جون أبي زيد) (født 1. april 1951) er en pensioneret general i USA's hær, og tidligere Commander of the United States Central Command (CENTCOM), hvor han styrede USA's militære operationer i en 27 lande stor region, fra Afrikas Horn, over den arabiske halvø, til syd- og centralasien.
Abizaid efterfulgte general Tommy Franks på posten 7. juli 2003, og blev samme uge forfremmet til firestjernet general. Han blev efterfulgt af admiral William J. Fallon 16. marts 2007. General Abizaid gik på pension 1. maj 2007, efter 34 års tjeneste.
Abizaid blev født i Coleville i Californien, som søn af en kristen libanesisk-amerikansk far og en amerikansk mor. Han taler flydende arabisk, og var den højest rangerende officer af arabisk afstamning i USA's militær. Han blev hovedsagelig opdraget af sin far, da moderen døde tidligt. Han er gift og har tre børn. Abizaid studerede arabisk i Jordan, hvor han også modtog specialstyrke-træning.
Abizaid er uddannet på det amerikanske militærakademi West Point, hvor han dimitterede i 1973. Han har også studeret på Armed Forces Staff College, og U.S. Army War College ved Stanford University.
Han har også studeret mellemøstlige studier ved Harvard University, og University of Jordan i Amman, Jordan.